# Keukenrol

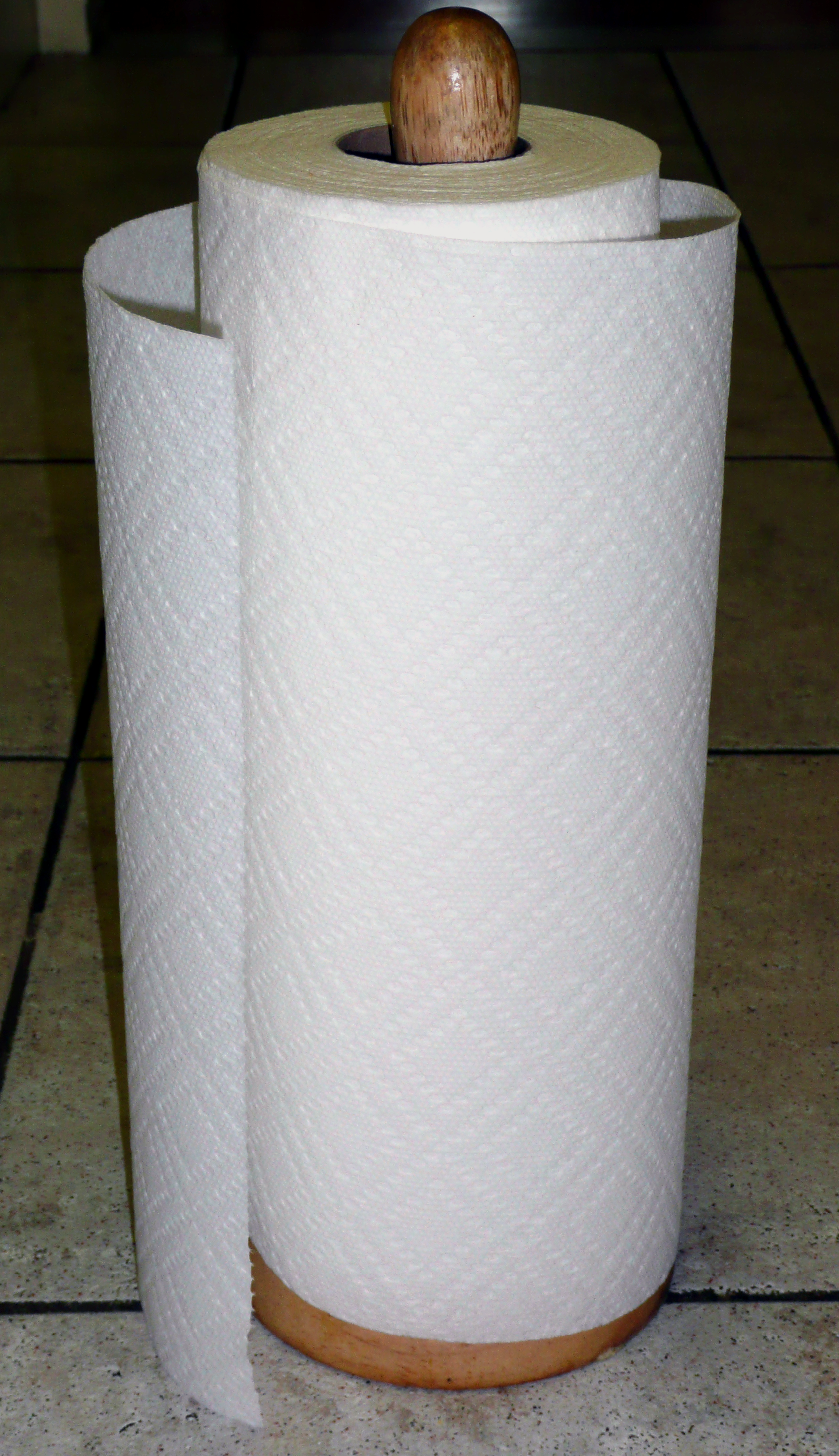
Een keukenrol op een houten standaard

Een keukenrol of keukenpapier is een papierproduct dat in en rond de keuken gebruikt kan worden. Het tissuepapier is sterk absorberend en kan dus worden gebruikt om bijvoorbeeld gemorste vloeistoffen mee op te nemen, of om oppervlakken mee af te nemen.